# Dolní Loučky
Dolní Loučky (in tedesco Unter Loutschka) è un comune della Repubblica Ceca facente parte del distretto di Brno-venkov, in Moravia Meridionale.